# Isla Terhalten
La isla Terhalten, también denominada islote Terhalten, es una pequeña isla de Chile perteneciente a la parte sudoriental del archipiélago de Tierra del Fuego, en el extremo austral de América del Sur. 

## Características

La isla Terhalten, al noreste del archipiélago de las islas Wollaston.

La isla Terhalten es un territorio insular, situado en el sector sudeste del archipiélago de Tierra del Fuego. Administrativamente, forma parte de la provincia Antártica Chilena, en la Región de Magallanes y de la Antártica Chilena, Se ubica dentro del Parque Nacional Cabo de Hornos y de la «Reserva de Biosfera Cabo de Hornos». Posee un clima oceánico subpolar, frío y húmedo todo el año, con fuertes vientos, generalmente del cuadrante oeste. Presenta costas escarpadas, golpeadas por las olas del mar de la Zona Austral. 

### Situación geográfica
Esta isla se encuentra en el sector este de la bahía Nassau, la cual se extiende con sus aguas abiertas mayormente sin islas interiores, en dirección oeste. La isla más próxima a la isla Terhalten es la isla Sesambre, a pocos kilómetros hacia el sudeste. Al noroeste se encuentra la isla Navarino y al norte la isla Lennox, ambas son notablemente mayores. Hacia el sudoeste el archipiélago de las islas Wollaston. Hacia el sudeste las islas Evout, las cuales separan a  la isla Terhalten de las aguas abiertas del océano Atlántico sur.

### Asignación oceánica
La ubicación oceánica de la isla Terhalten fue objeto de debate. Según la Argentina es una isla atlántica al estar al este de la longitud fijada por el cabo de Hornos. En cambio, según la tesis denominada Delimitación natural entre los océanos Pacífico y Atlántico Sur por el arco de las Antillas Australes, se incluye en el océano Pacífico Sur; esta teoría, es la postulada como oficial por Chile, el país poseedor de su soberanía. La opinión de la OHI parece concordar con la argumentación argentina.

## Historia
La soberanía de la isla Terhalten fue reclamada por la Argentina como parte de la disputa limítrofe denominada Conflicto del Beagle, hasta la resolución del diferendo en 1984 con la firma del Tratado de Paz y Amistad entre la Argentina y Chile, donde esta isla quedó definitivamente dentro del área reconocida como de soberanía chilena.

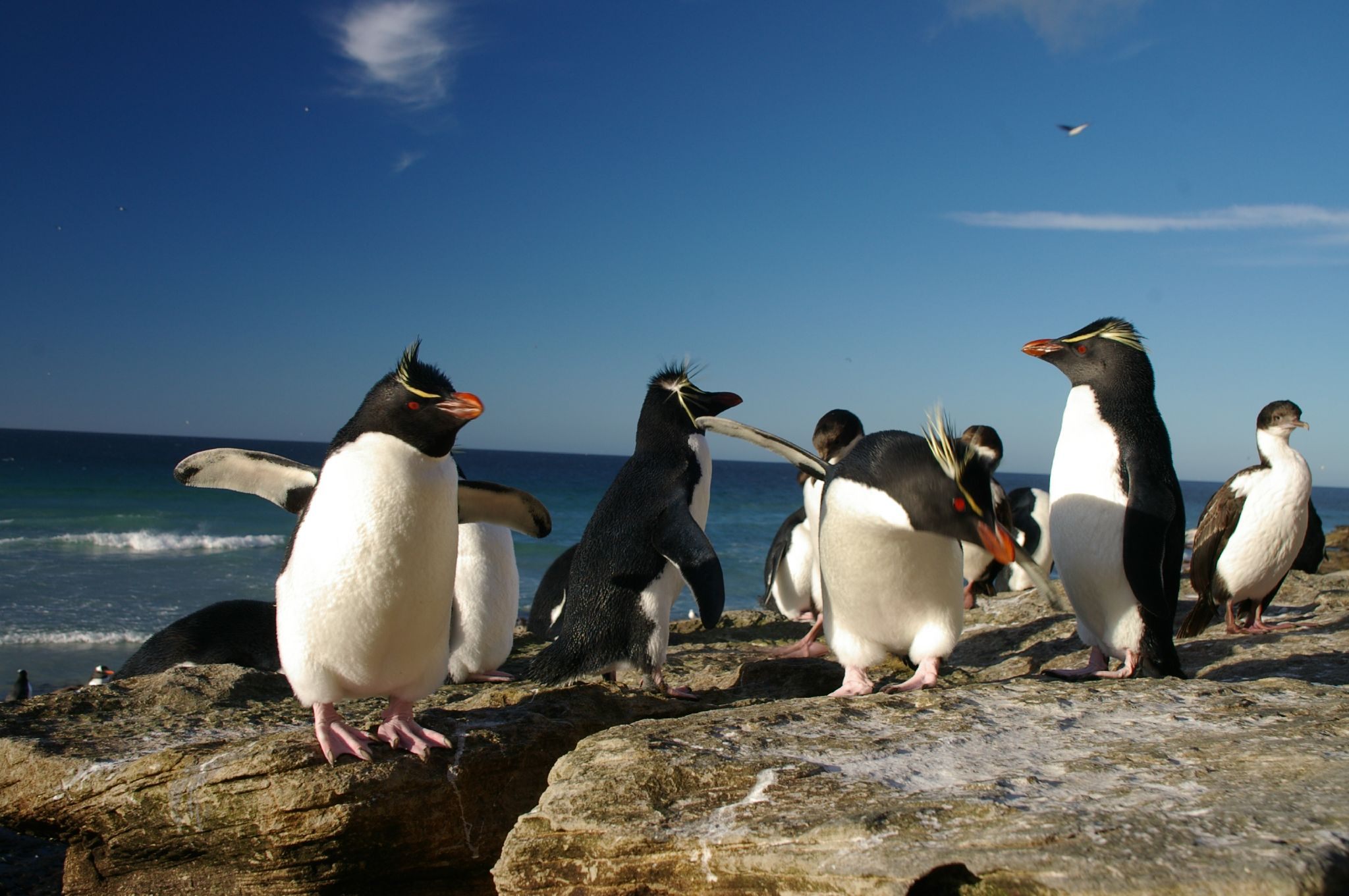
La isla cuenta con una colonia del pingüino de penacho amarillo sudamericano (Eudyptes chrysocome chrysocome)

## Fauna
Entre los componentes faunísticos de la isla Terhalten destaca una colonia reproductiva del pingüino de penacho amarillo sudamericano (Eudyptes chrysocome chrysocome), la cual estaba compuesta por 1000 parejas en el año 2005.